# Lestica
Lestica ist eine Gattung der Grabwespen (Spheciformes) aus der Familie Crabronidae. Es sind etwa 28 Arten bekannt, von denen 12 in der Paläarktis vorkommen. In Europa sind vier Arten verbreitet, drei kommen auch in Mitteleuropa vor.

## Merkmale
Der Körper der Grabwespen ist stark punktförmig strukturiert, der Hinterleib trägt gelbe Flecken. Bei den Weibchen ist vor den oberen inneren Augenrändern eine deutliche, glatte Furche ausgebildet. Wie auch bei der nahe verwandten Gattung Ectemnius haben die Männchen 12 Fühlerglieder. Die Tarsen, vor allem das basale Glied vieler Arten sind bei den Männchen schild- oder lamellenförmig verbreitert.

## Lebensweise
Von Lestica alata und Lestica subterranea ist bekannt, dass die Weibchen ihre Nester im Boden anlegen. Lestica clypeata hat ihre Nester im Holz. Alle Arten versorgen ihre Brut mit Kleinschmetterlingen, wie etwa Zünslern, Wicklern oder Eulenfaltern.

## Arten (Europa)
- Lestica alata (Panzer, 1797)
- Lestica clypeata (Schreber, 1759)
- Lestica pluschtschevskyi (F. Morawitz, 1891)
- Lestica subterranea (Fabricius, 1775)

## Belege